# Estigmene angustipennis
Estigmene angustipennis är en fjärilsart som beskrevs av Walker. Estigmene angustipennis ingår i släktet Estigmene och familjen björnspinnare. Inga underarter finns listade i Catalogue of Life.